# Kaisermühlen (métro de Vienne)
Kaisermühlen (en allemand : U-Bahn-Station Kaisermühlen) est une station de la ligne U1 du métro de Vienne. Elle est située sur le territoire de Donaustadt, XXIIe arrondissement de Vienne en Autriche. Elle dessert notamment le Vienna International Centre.

## Situation sur le réseau

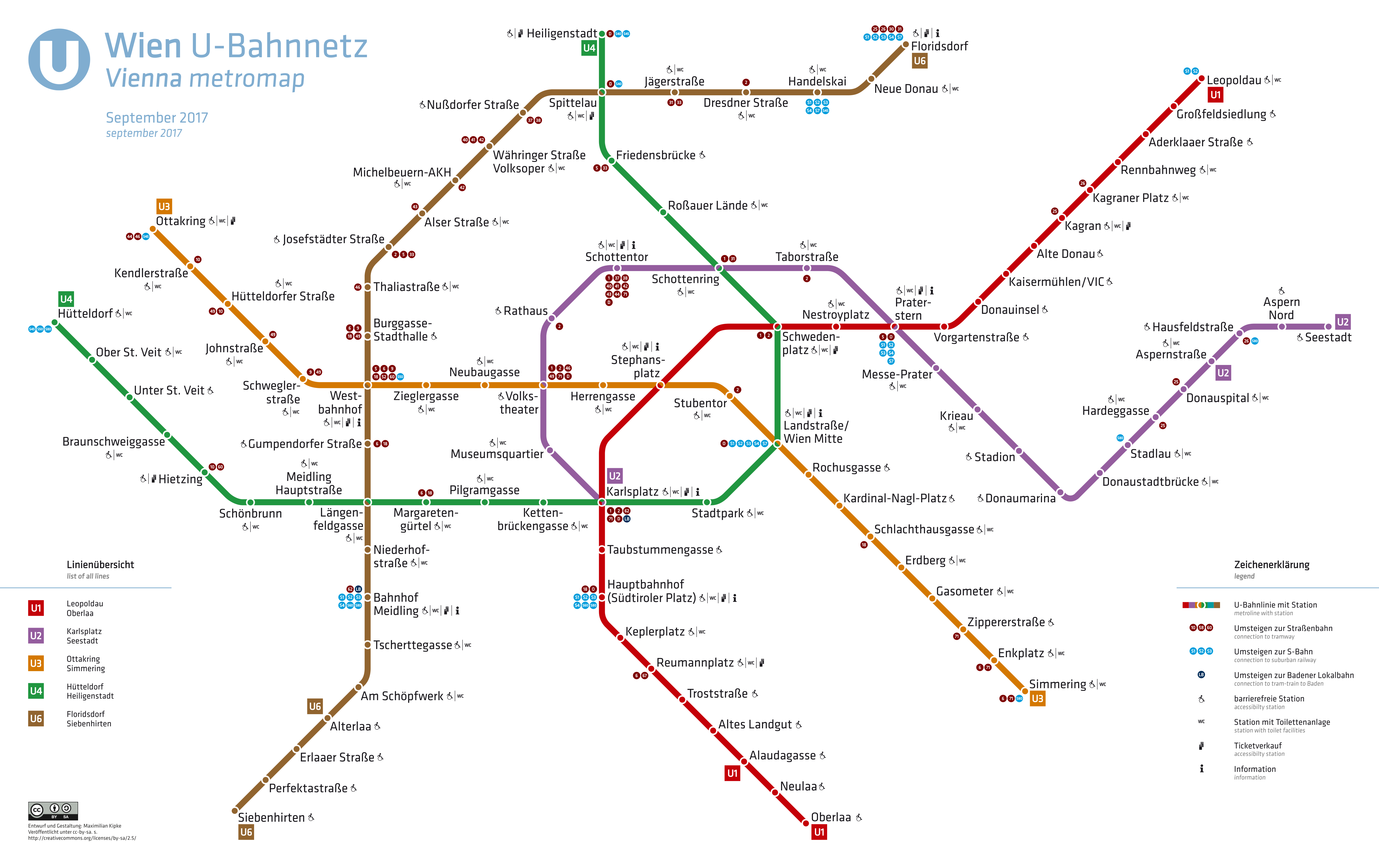
Plan du métro (2017).

Établie en aérien, Kaisermühlen est une station de passage de la ligne U1 du métro de Vienne, elle est située entre la station Donauinsel, en direction du terminus sud Oberlaa, et la station Alte Donau, en direction du terminus nord Leopoldau.
Elle dispose des deux voies de la ligne encadrées par deux quais latéraux.

## Histoire
La station Kaisermühlen est mise en service le 3 septembre 1982, lors de l'ouverture à l'exploitation du prolongement de Praterstern à Kagran.

## Services aux voyageurs

### Accès et accueil

Installations
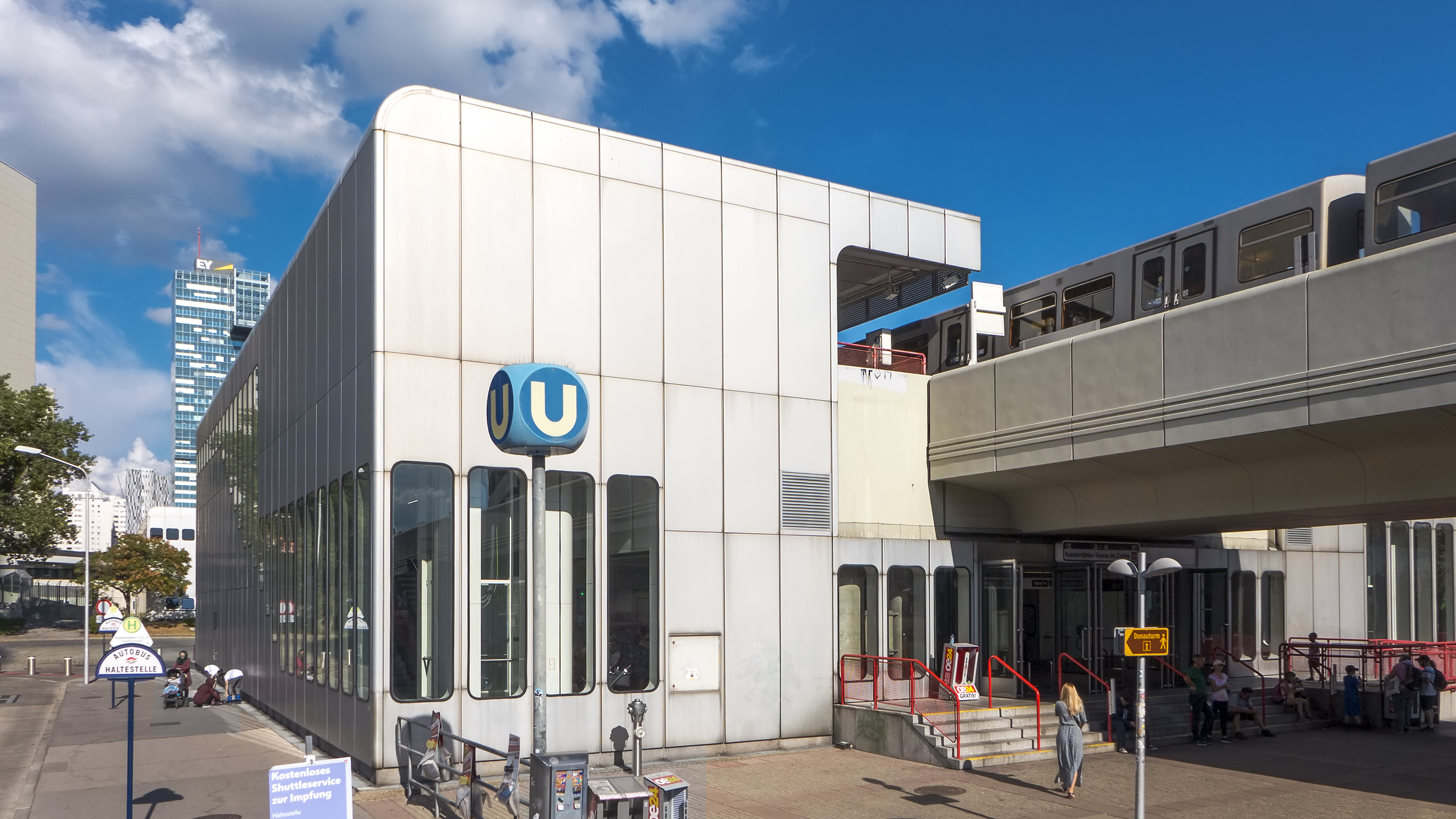
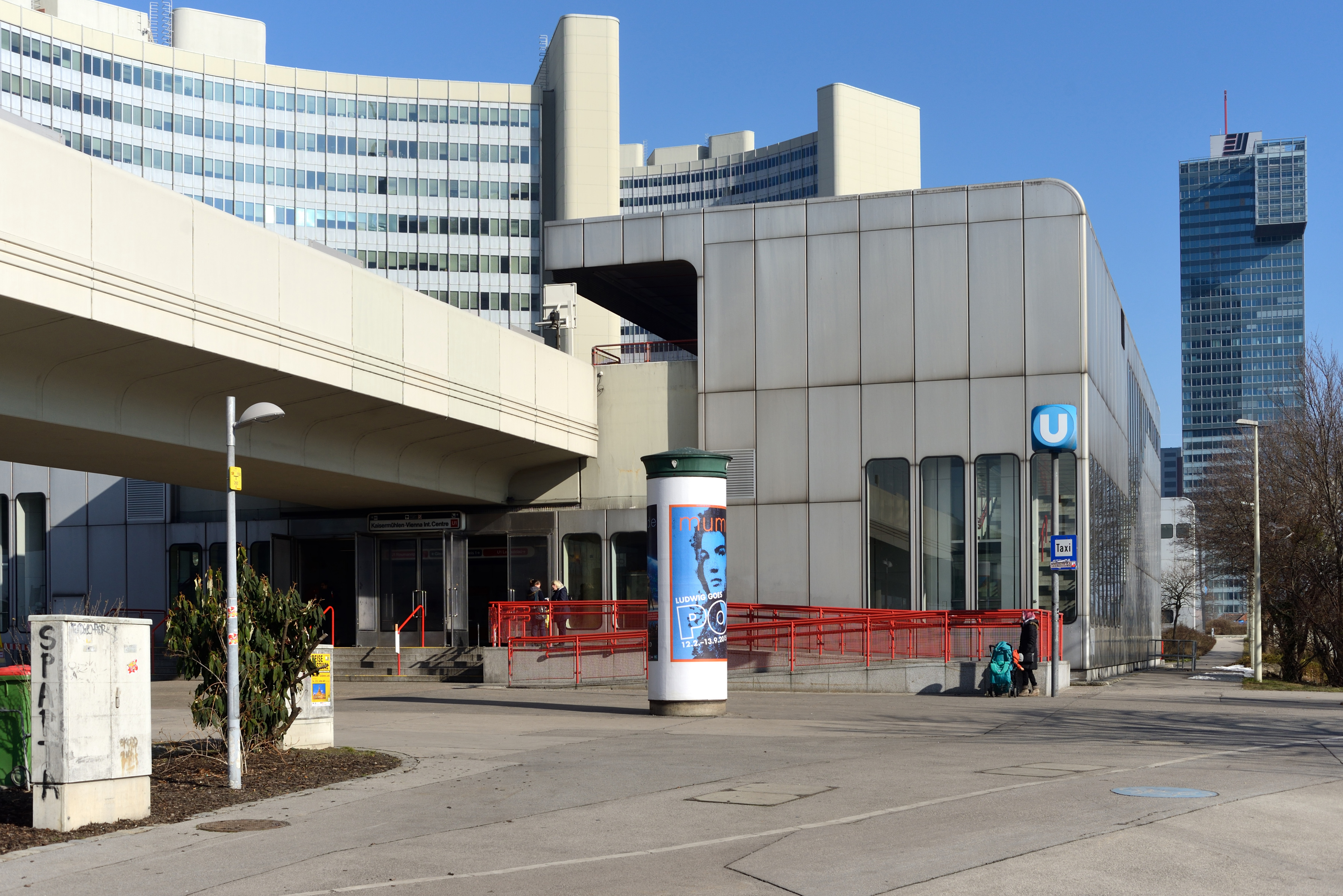
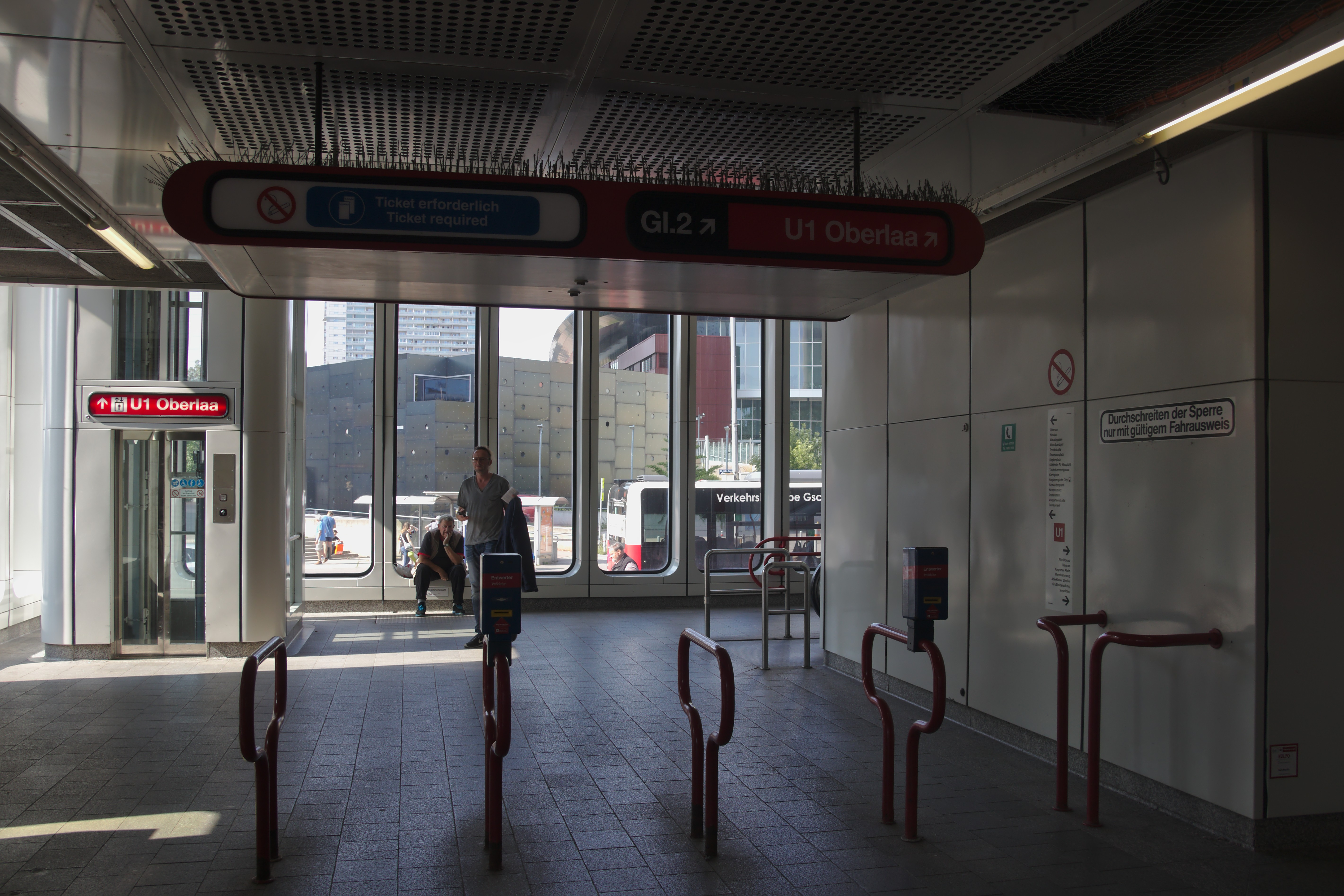

### Desserte

Installations et desserte
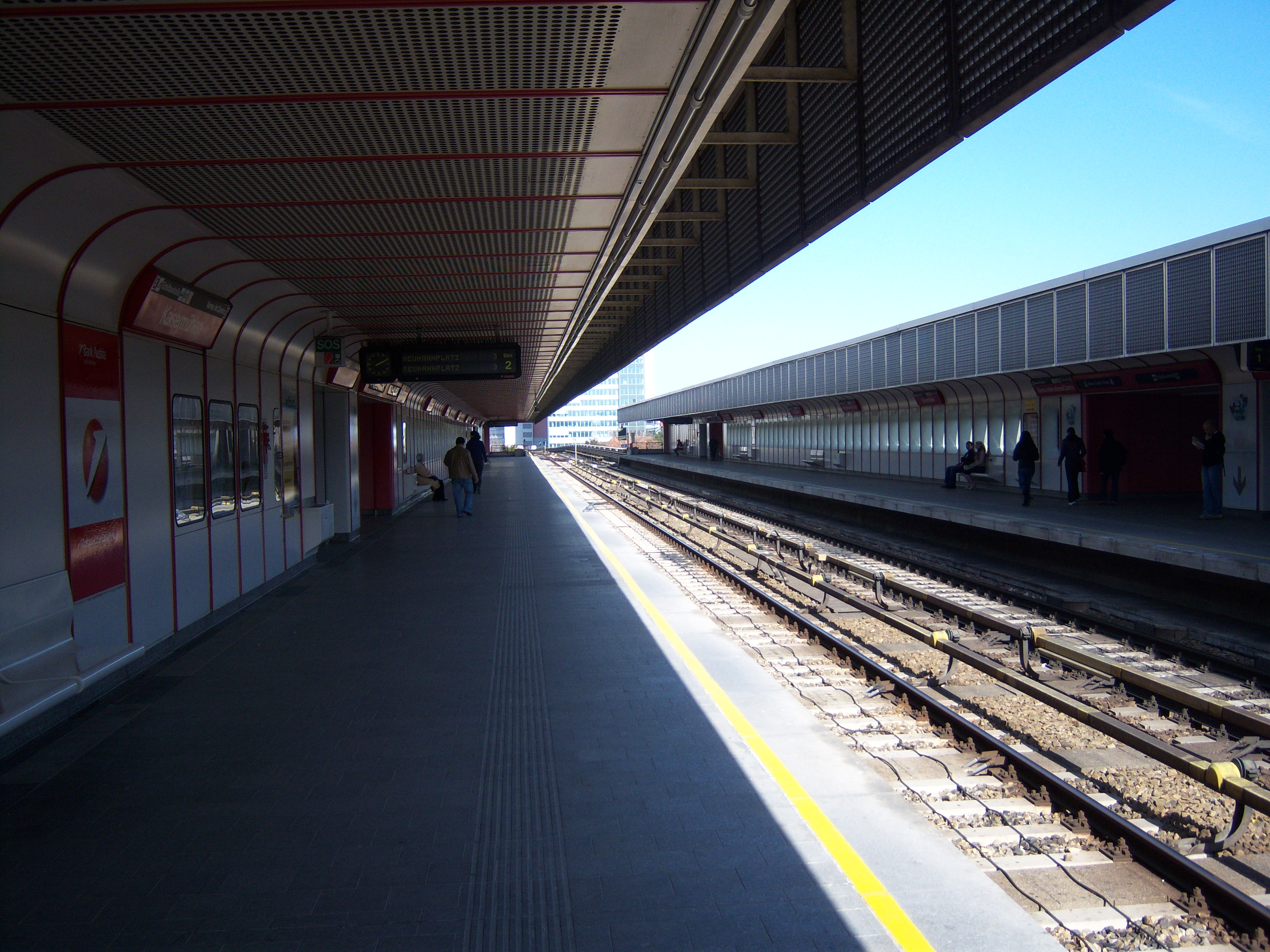
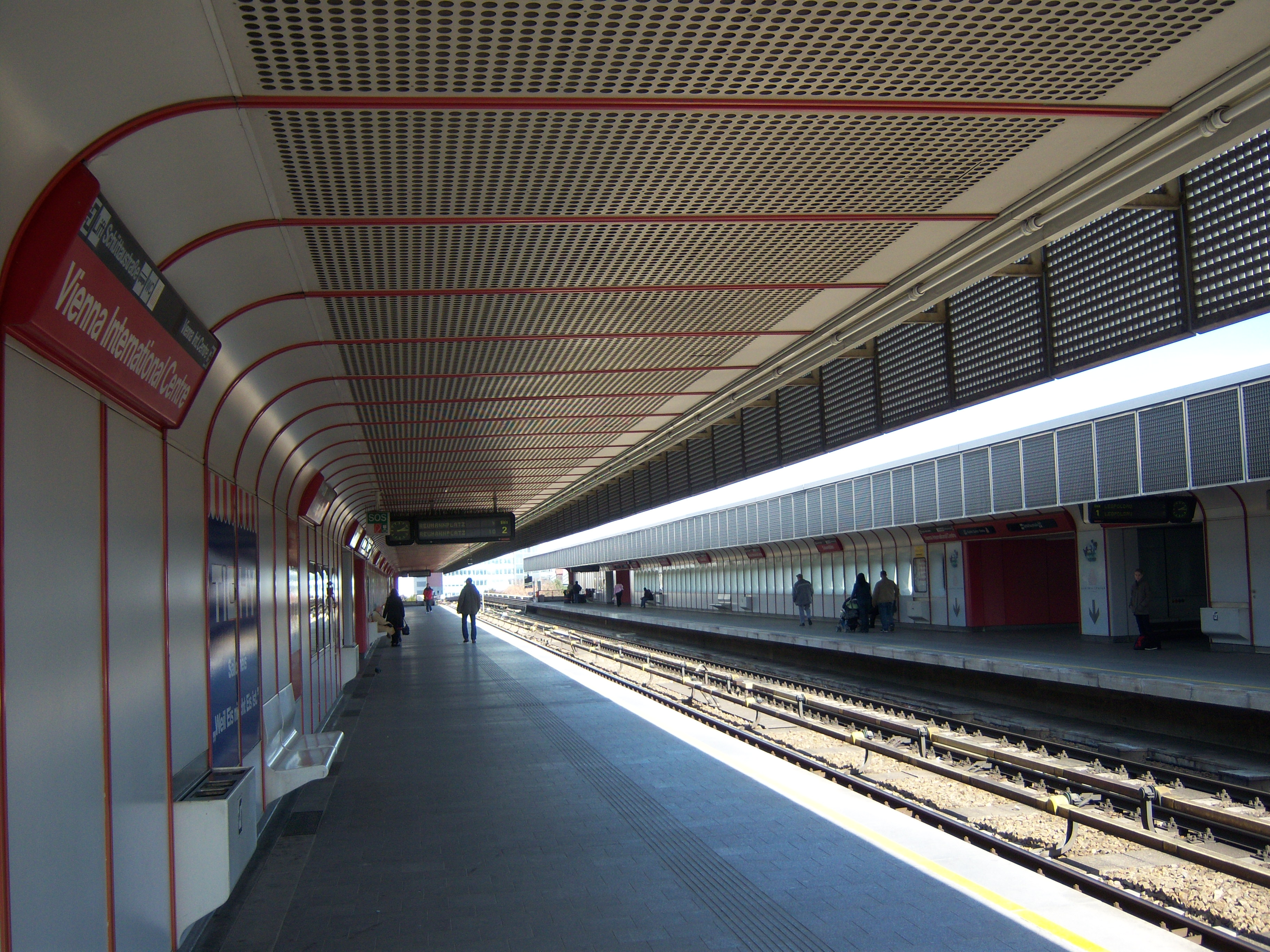
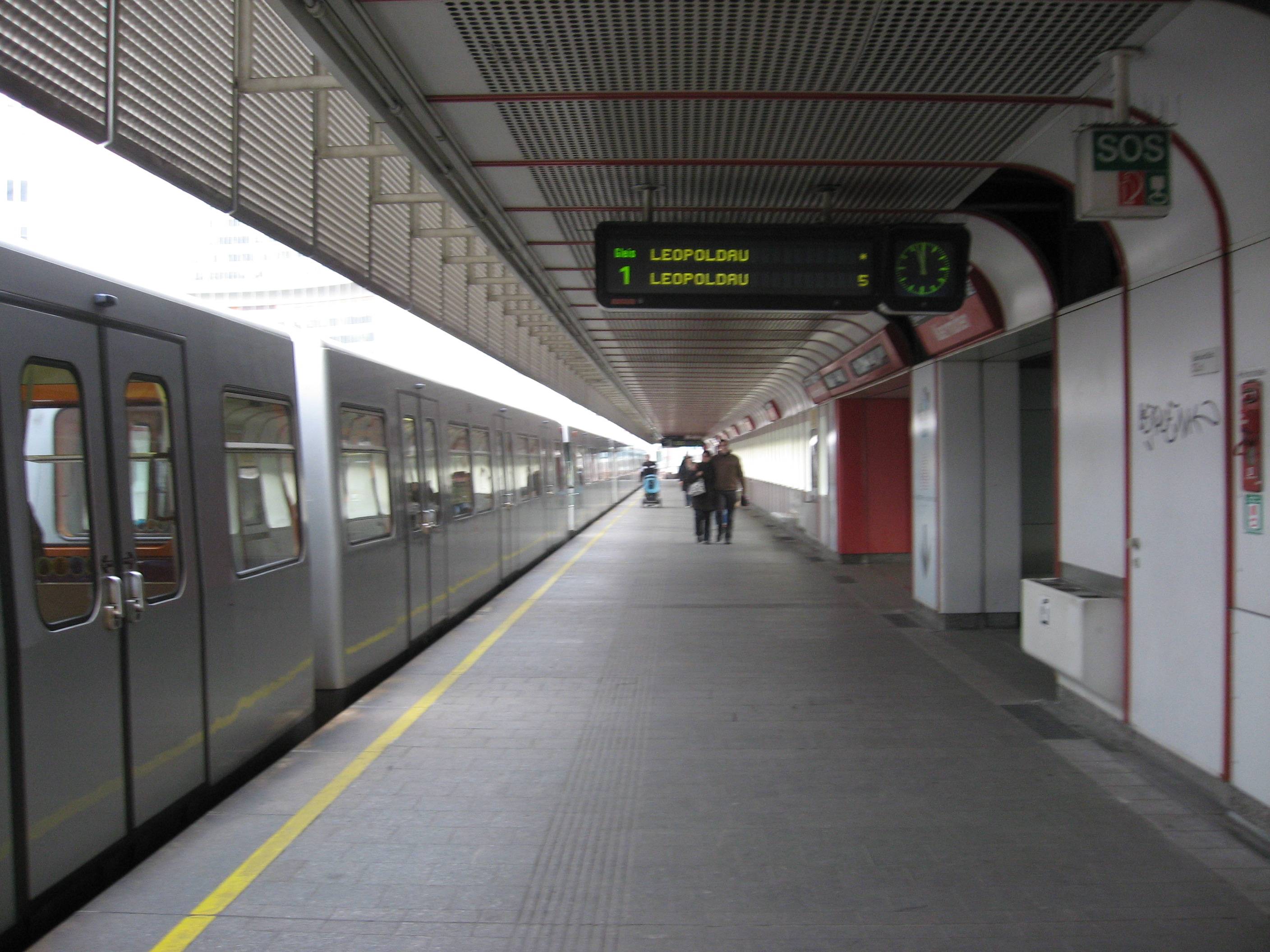

## À proximité
- Vienna International Centre